# Intelsat 1R
O Intelsat 1R (IS-1R), anteriormente denominado de PanAmSat 1R (PAS-1R), é um satélite de comunicação geoestacionário construído pela Boeing (Hughes). Ele está localizado na posição orbital de 50 graus de longitude oeste e foi operado inicialmente pela PanAmSat e atualmente pela Intelsat. O satélite foi baseado na plataforma BSS-702 e sua expectativa de vida útil era de 15 anos.

## Lançamento
O satélite foi lançado com sucesso ao espaço no dia 16 de novembro de 2000 às 01:07:07 UTC, por meio de um veículo Ariane-5G a partir do Centro Espacial de Kourou, na Guiana Francesa, juntamente com os satélites AMSAT P3D, STRV 1C e STRV 1D. Ele tinha uma massa de lançamento de 4 792 kg.

## Capacidade e cobertura
O Intelsat 1R é equipado com 72 transponders ativos (36 banda C e 36 em banda Ku) para prestar serviços de direct-to-home (DTH) de vídeo digital e Internet. É um dos maiores fornecedores da empresa de satélite, servindo às Américas, Europa e África.